# Ваха, Ладислав
Ладислав Ваха (21 марта 1899 года, Брно — 28 июня 1943 года) — бывший чешский гимнаст, олимпийский чемпион, двукратный чемпион мира 1926 года. Выступал за команду Чехословакии.

## Спортивные достижения
Принимал участие в Олимпийских играх 1920 года только в командных соревнованиях, где занял 4-е место.
Ладислав Ваха принимал также участие в соревнованиях по спортивной гимнастике на летних Олимпийских играх 1924 года в Париже, где завоевал бронзовую медаль в лазании по канату и в упражнениях на кольцах. В личном многоборье был шестым. В 1926 году на чемпионате мира чехословацкий гимнаст стал обладателем шести наград, две из которых были медалями высшей пробы (в командном первенстве и в упражнении на брусьях).
На летних Олимпийских играх 1928 года в Амстердаме завоевал золотую медаль в упражнениях на брусьях и серебряные медали в упражнениях на кольцах и в командных соревнованиях. В личном многоборье был девятым.
На чемпионате мира по спортивной гимнастике 1930 года в Люксембурге он выиграл бронзовую медаль в упражнениях на брусьях.
25 марта 1943 года на Ваха пало подозрение в его причастности к движению сопротивления. Попав в тюрьму гестапо, он был подвергнут перекрестному допросу. Через два месяца в возрасте 44 лет он умер от перенесенных пыток.